# Ein Mensch wie Dieter – Golzower
Ein Mensch wie Dieter – Golzower ist Teil einer Langzeitdokumentation mit dem Namen „Die Kinder von Golzow“, die 1961 von Regisseur Winfried Junge begonnen und erst 2007 beendet wurde. Nach einer Idee von Karl Gass begleitete er mehrere Kinder einer Schulklasse aus Golzow im Oderbruch über diesen Zeitraum hinweg und präsentierte seine Ergebnisse in mehreren Filmen.

## Handlung
Hauptfigur des Films ist Dieter Finger, geboren am 27. August 1953. Dessen Leben hat Winfried Junge über einen Zeitraum von 1961 bis 1999 aufgezeichnet. In verschiedenen Unterkapiteln wird Dieter vorgestellt und über Teile seines Lebens erzählt. Doch die Dokumentation startet nicht mit dem ersten Schuljahr. Sie beginnt mit einem Besuch bei Dieter in Libyen im Jahr 1988. Dieter, der immer vom Reisen geträumt hat, durfte zum Arbeiten nach Libyen reisen, um beim Bau eines Getreidesilos mitzuhelfen. So weit war er aus der DDR noch nicht entfernt und auch für das Filmteam gab es bisher keine solch eine weite Reise, um einem der Golzower Kinder hinterher zu fahren. Erst danach wird Dieters Leben chronologisch ab der ersten Klasse dargestellt.
Dieter hat bei der Einschulung seiner Klassenkameraden bereits ein Jahr in der Schule voraus, denn er war sitzengeblieben und wiederholt nun die erste Klasse. Das ist der Grund, weshalb er überhaupt bei diesem Projekt mitmachen kann. Wie bereits im vorhergehenden Schuljahr und auch später, macht ihm der Sportunterricht am meisten Spaß. Etwas unangenehmer ist ihm das Vorsingen in der fünften Klasse. In der achten Klasse beobachtet ihn die Kamera in verschiedenen Unterrichtsstunden und man kann an seinem Gesichtsausdruck eindeutig seine Meinung zu dem jeweiligen Stoff ablesen. Dieter kann seine Lehrer mit seiner Offenheit und seinem Benehmen leicht zur Verzweiflung bringen, es wird aber nicht versucht, den Anteil der Schule an seinem Verhalten zu erforschen. In einem Interview in seinem Klassenraum erklärt er, dass er ein Hobby für das Schönste im Leben hält. Später will er einmal eine Familie mit etwa zwei Kindern haben, zu Hause sind sie sechs Kinder, so viel möchte er aber nicht. Er schätzte sich selbst als durchschnittlichen Schüler ein, der in den letzten Jahren aber in seinen Leistungen nachgelassen hat, da ihm die Lust zum Lernen fehlte. Er möchte aber auf jeden Fall ein sehr langes Leben haben und viele Reisen machen, die er bisher nur im Traum erlebte. Erlernen will er den Beruf eines Zimmermanns, weshalb er auch, zur Freude seiner Lehrer, bereits nach der achten Klasse die Schule verlässt.
1971 steht Dieter vor seinem Berufsabschluss beim VEB Landbaukombinat Wriezen. Während seine ehemaligen Mitschüler jetzt aus der Schule kommen und mit der Lehre beginnen, verdiente er bereits sein erstes Geld. Nur das Zimmern hat er bisher noch nicht richtig gelernt, denn die meiste Zeit hatte er mit Beton zu tun. Von 1972 bis 1975 versieht er seinen Dienst in der NVA, für die er sich für die nächsten drei Jahre verpflichtet hat. Wenn er schon zur Armee muss, will er auch als Unteroffizier heimkehren, außerdem ist der Sold viel höher. Nach drei Wintern bildet er selbst junge Soldaten bei den Pioniertauchern aus. Bereut hat er diesen Schritt nicht und will sich nach seiner Armeezeit bei der Deutschen Seereederei bewerben, um endlich etwas von der Welt zu sehen. Das klappt zwar nicht, dafür findet er aber Anita Schimmelpfennig, eine angehende Krankenschwester, die er am 17. September 1977 heiratet. Noch im Alter von zwölf Jahren stellte er in der Schule die Frage, warum man überhaupt heiraten muss. Jetzt muss er aber nicht heiraten, sondern will, denn die gemeinsame Tochter Dana ist bereits 4½ Monate alt. Die ländliche Hochzeit mit mehr als 50 Personen findet in Reitwein, einem Nachbarort von Golzow, statt. Im Herbst 1978 bekommt Dieters Frau über ihren Betrieb eine Wohnung in Frankfurt (Oder). Er selbst gehört jetzt zur Baubrigade der Golzower LPG, wird aber überall im Betrieb eingesetzt, da er sehr flexibel einsetzbar ist und keine Beschäftigung als Erniedrigung einschätzt. Er lässt sich aber abwerben und arbeitet nun wieder in seinem erlernten Beruf in einem Baubetrieb und wird im gesamten Bezirk Frankfurt (Oder) eingesetzt. Nachdem die junge Familie mit Thomas ein zweites Kind bekommen hatte, wurde ihr die Zweizimmer-Wohnung jedoch zu klein. Nach einem Schreiben an den Staatsrat der DDR, mit der Androhung an der nächsten Wahl nicht teilzunehmen, klappte es dann doch mit einer 2 ½ Zimmerwohnung im Frankfurter Neubaugebiet Neuberesinchen.
Im Jahr 1983 arbeitet Anita im Dreischicht-System in einem Alten- und Pflegeheim ganz in der Nähe ihrer Wohnung. Dieter hat keine Ahnung von der Tätigkeit seiner Frau, er merkt nur, dass sie sich viel weniger sehen, weshalb es auch öfter zum Streit kommt. Dieter ist in seiner Brigade jetzt Vertrauensmann, würde viel lieber mit Holz arbeiten, doch daraus bestehen die Gerüste nicht mehr. Da es vor zehn Jahren mit der Handelsmarine nichts wurde, hat er sich jetzt für eine Tätigkeit im Nichtsozialistischen Wirtschaftsgebiet beworben. Nach einem Jahr ist es soweit und er baut mit an der Startbahn West in Frankfurt am Main mit, doch dahin durfte die Kamera ihm nicht folgen. Dafür darf die DEFA wieder drehen, als Dieter an einem Englisch-Unterricht teilnimmt, den er zur Vorbereitung eines Einsatzes in Libyen besucht. Am 18. Mai 1987 fliegt er dann, nach mehrmaligen Hin und Her, wirklich nach Libyen, um dort am Bau eines Getreidesilos mitzuarbeiten. Nach einem ¾ Jahr, kurz vor seiner Rückkehr in die DDR, bekommt er Besuch von Winfried Junge. In einem Interview gesteht er, dass er sich sehr auf die Rückkehr zu seiner Familie freut, die ihm sehr gefehlt hat. Die Arbeit und das Verhältnis zur Bevölkerung, veranlassen ihn nicht zu Begeisterungsausbrüchen über diesen Arbeitseinsatz. Auch die wenigen Ausflüge in die nächste Stadt waren nicht der Rede wert, das Tagegeld in harter Währung sparte er lieber, damit sich seine Frau nach seiner Rückkehr selbst etwas im Intershop aussuchen kann. Da Libyen ein alkoholfreies Land ist, wird der Abschied mit selbstgebrauten Bier gefeiert.
Im Jahr 1989 arbeitet Dieter, immer noch als DDR-Bürger, in West-Berlin. Seine Mutter meint, dass ihr Sohn viel zu sehr an sich selbst denkt und die ständige Trennung seiner Frau viel zu schaffen macht. Jetzt kommt er zwar jedes Wochenende nach Hause, jedoch die monatelange Abwesenheit in Libyen war doch zu viel, denn Anita brauchte ihn. 1990 kommt dann mit Isabell das dritte Kind zur Welt, ein Wunsch- und noch ein DDR-Kind. Dem Übergang in die Bundesrepublik sehen Dieter und Anita hoffnungsvoll entgegen, obwohl sie auch betonten, dass in der Vergangenheit nicht alles schlecht war. Bei der Wahl zum Bundestag 1990 hat sich bei Dieter doch einiger Unmut aufgestaut, so dass er im Gegensatz zu seiner Frau, nicht von seinem Wahlrecht Gebrauch macht. Den ersten Jahrestag der Deutschen Einheit am 3. Oktober 1991 verbringt das Filmteam anlässlich des 30. Jahrestages der Dreharbeiten, mit den „Kindern von Golzow“ bei den offiziellen Feierlichkeiten in Hamburg. Ende April 1992 sind Dieter und Anita Teilnehmer einer Schulung für Amway-Produkte in Österreich, denn sie wollen jetzt Unternehmer werden. Wieder zurück in Deutschland, bleiben nur noch eine Reise nach Österreich und ein gemeinsamer Tanzabend in Erinnerung.
Dieter arbeitet wieder auf dem Bau und gemeinsam mit seiner Frau fassen sie 1984 den Beschluss, sich in Reitwein ein eigenes Haus zu bauen. Zwei Jahre später ist allerdings, außer dem Beginn eines jetzt ruhenden Rohbaus, noch nicht viel davon zu sehen. Im Frühjahr 1996 geht es aber endlich weiter mit dem Bau und Dieter erklärt, dass es in erster Linie der Verwaltungskram war, der den Bau so verzögerte, nun will er aber im September endlich einziehen. Mehr erzählte er nicht, denn er will nicht mehr zurück, sondern nur noch nach vorn blicken. Im Dezember ist es dann endlich so weit, die Familie kann in das fast fertige Haus einziehen. Im Sommer 1997 gibt es dann bereits das nächste große Problem: Die Oder führt extremes Hochwasser und es besteht die Gefahr, dass die Deiche nicht halten. Im Jahr 1998 wird Dieter im Alter von fast 49 Jahren arbeitslos. Zurückblickend auf sein Berufsleben bezeichnet er nun die Zeit in Libyen als die schönste. Anita arbeitet jetzt in der Altenpflege und Dieter, der ja nun viel Zeit hat, betätigt sich als ihr Fahrer. Beide haben ihre Rollen getauscht, denn bisher war Anita arbeitslos. Doch auch das wechselt wieder, denn Dieter war sogar eine Zeit lang als Koch beschäftigt, bis ihn seine alte Firma wieder einstellt, natürlich nicht mehr für das gleiche Geld und nun war Anita wieder ohne Arbeit, da sie das Arbeitspensum nicht mehr schaffte. Im Jahr 1999 steigen Dieter und somit auch seine Familie aus dem Langzeitprojekt aus.

## Produktion und Veröffentlichung
Ein Mensch wie Dieter – Golzower dokumentiert Teile des Lebens des am 27. August 1953 geborenen und in Golzow aufgewachsenen Dieter Finger, der 1999 aus dem Projekt auf eigenen Wunsch ausschied. Der Film wurde durch die Produktionsfirma à jour Film- & Fernsehproduktion GmbH (Berlin) in Ko-Produktion mit der DEFA-Stiftung, dem ORB, dem SWR und dem SR mit mehreren Schwarzweißfilm Sequenzen hergestellt und hatte seine Premiere während des Internationalen Forums des Jungen Films am 13. Februar 2000. Der Start in den Kinos der Bundesrepublik fand am 2. März 2000 statt. Die Erstausstrahlung im Fernsehen erfolgte am 14. Januar 2001 im Sender Nord 3.

## Kritik
Das Lexikon des internationalen Films fand es spannend, wie sich der pädagogische Ansatz des Films immer mehr reduzierte und in einer echten Partnerschaft mit Dieter und dem Zuschauer endete.